# Gorna Orjachowica (gmina)
Gorna Orjachowica (bułg. Община Горна Оряховица) – gmina w północnej Bułgarii, w obwodzie Wielkie Tyrnowo.

## Miejscowości
Miejscowości wchodzące w skład gminy Gorna Orjachowica:
- Dołna Orjachowica (bułg.: Долна Оряховица),
- Draganowo (bułg.: Драганово),
- Gorna Orjachowica (bułg.: Горна Оряховица) – siedziba gminy,
- Gorski Dolen Trymbesz (bułg.: Горски Долен Тръмбеш),
- Gorski Goren Trymbesz (bułg.: Горски Горен Тръмбеш),
- Jantra (bułg.: Янтра),
- Kruszeto (bułg.: Крушето),
- Paisij (bułg.: Паисий),
- Pisarewo (bułg.: Писарево),
- Polikrajszte (bułg.: Поликрайще),
- Prawda (bułg.: Правда),
- Pyrwomajci (bułg.: Първомайци),
- Strelec (bułg.: Стрелец),
- Wyrbica (bułg.: Върбица).